# 우성 (기업)
주식회사 우성은 우성사료의 지주회사이다.우성건영, 우성기업, 우성유통, 우성코퍼레이션, 우성플로텍, 우성ENG, 우성IB, 우성SE와는 아무 관련이 없다.